# اونترگ
اونترگ (به آلمانی: Unteregg) یک شهر در آلمان است که در اونترالگوی واقع شده‌است. اونترگ ۱٬۳۷۲ نفر جمعیت دارد.